# Euronext
Euronext N.V. (viết tắt của tên tiếng Anh: European New Exchange Technology ) là sàn giao dịch chứng khoán lớn nhất ở Châu Âu, hoạt động thị trường ở Amsterdam, Brussels, London, Lisbon, Dublin, Oslo và Paris. Tính đến tháng 6 năm 2020, nó có gần 1.500 công ty phát hành niêm yết trị giá 3,8 nghìn tỷ € vốn hóa thị trường.
Euronext vận hành thị trường chứng khoán và chứng khoán phái sinh được quản lý và là trung tâm niêm yết nợ và quỹ lớn nhất trên thế giới. Phạm vi sản phẩm của nó bao gồm cổ phiếu, quỹ giao dịch hối đoái, chứng quyền và chứng chỉ, trái phiếu, công cụ phái sinh, hàng hóa và chỉ số cũng như nền tảng giao dịch ngoại hối (FX). Euronext cũng cung cấp công nghệ và dịch vụ được quản lý cho các bên thứ ba. Ngoài thị trường được quản lý chính, nó hoạt động Euronext Growth và Euronext Access, cung cấp quyền truy cập vào danh sách cho các doanh nghiệp vừa và nhỏ. Euronext cung cấp dịch vụ lưu ký và thanh toán thông qua các cơ quan lưu ký chứng khoán trung tâm (CSD) ở Đan Mạch, Na Uy và Bồ Đào Nha.